# Marian Woronin
Marian Jerzy Woronin, né le 13 août 1956 à Grodzisk Mazowiecki, est un ancien athlète polonais pratiquant le sprint, spécialiste du 100 mètres en plein air, et des 50 et 60 mètres en salle.

## Biographie
En 1976, pour ses premiers Jeux olympiques, il est demi-finaliste du 100 m, et termine 4e du relais 4 × 100 mètres avec l'équipe polonaise. Quatre ans plus tard, il est finaliste des 100 et 200 mètres, terminant 7e dans les deux courses, et il est le dernier relayeur du relais polonais qui remporte la médaille d'argent au 4 × 100 mètres en 38 s 33, derrière l'URSS 38 s 26.
Au niveau européen, il s'est classé 4e du 100 m des Championnats d'Europe de 1978, avant d'empocher le bronze en 1982 en 10 s 28, derrière l'Allemand de l'Est Frank Emmelmann et l'Italien Pierfrancesco Pavoni. Sur le relais 4 × 100m, il a remporté le titre de champion d'Europe en 1978 en 38 s 58.
Le 9 juin 1984 à Varsovie, il améliore d'un centième de seconde le record d'Europe du 100 m de Pietro Mennea, en 10 s 00 (même si le chrono exact de 9 s 992 est plus près de 9 s 99 les temps sont arrondis vers le haut au centième près), avec l'aide d'un bon vent favorable (2 mètres par seconde soit la limite maximale autorisée). Dans une discipline traditionnellement dominée par les coureurs noirs, ce temps est resté pendant 26 ans le meilleur chrono réalisé par un sprinter blanc, jusqu'aux 9 s 98 de Christophe Lemaitre le 9 juillet 2010. Cette même année 1984, le boycott des Jeux olympiques par l'URSS et ses alliés l'empêche de défendre ses chances aux jeux de Los Angeles.
Woronin a été 5 fois champion d'Europe en salle sur 50 et 60 mètres, dont 4 fois consécutivement de 1979 à 1982. Ses meilleurs temps sont 5 s 65 au 50 m et 6 s 51 au 60 m.
Sur le 200 m, son meilleur chrono est de 20 s 49.

## Palmarès

### Jeux olympiques d'été
- Jeux olympiques d'été de 1976 à Montréal ( Canada)
  - éliminé en demi-finale sur 100 m
  - 4e en relais 4 × 100 m
- Jeux olympiques d'été de 1980 à Moscou ( Union soviétique)
  - 7e sur 100 m en 10 s 46
  - 7e sur 200 m
  -  Médaille d'argent en relais 4 × 100 m

### Championnats du monde d'athlétisme
- Championnats du monde d'athlétisme de 1983 à Helsinki ( Finlande)
  - 6e en relais 4 × 100 m

### Championnats d'Europe d'athlétisme
- Championnats d'Europe d'athlétisme de 1978 à Prague ( Tchécoslovaquie)
  -  Médaille d'or en relais 4 × 100 m
- Championnats d'Europe d'athlétisme de 1982 à Athènes ( Grèce)
  -  Médaille de bronze sur 100 m

### Championnats d'Europe d'athlétisme en salle
- Championnats d'Europe d'athlétisme en salle de 1975 à Katowice ( Pologne)
  - 4e sur 60 m
- Championnats d'Europe d'athlétisme en salle de 1977 à Saint-Sébastien ( Espagne)
  -  Médaille de bronze sur 60 m
- Championnats d'Europe d'athlétisme en salle de 1978 à Milan ( Italie)
  - 4e sur 60 m
- Championnats d'Europe d'athlétisme en salle de 1979 à Vienne ( Autriche)
  -  Médaille d'or sur 60 m
- Championnats d'Europe d'athlétisme en salle de 1980 à Sindelfingen ( Allemagne de l'Ouest)
  -  Médaille d'or sur 60 m
- Championnats d'Europe d'athlétisme en salle de 1981 à Grenoble ( France)
  -  Médaille d'or sur 50 m
- Championnats d'Europe d'athlétisme en salle de 1982 à Milan ( Italie)
  -  Médaille d'or sur 60 m
- Championnats d'Europe d'athlétisme en salle de 1987 à Liévin ( France)
  -  Médaille d'or sur 60 m